# Vitskär, Iniö
För andra betydelser, se Vitskär (olika betydelser).
Vitskär är en ö i Finland. Den ligger i Skärgårdshavet och i den tidigare kommunen Iniö i kommunen Pargas i den ekonomiska regionen  Åboland i landskapet Egentliga Finland, i den sydvästra delen av landet. Ön ligger omkring 54 kilometer väster om Åbo och omkring 200 kilometer väster om Helsingfors.
Öns area är 6,7 hektar och dess största längd är 470 meter i sydväst-nordöstlig riktning. Ön höjer sig omkring 20 meter över havsytan.